# Lewis Irving
Lewis Irving (Venise-en-Québec, 10 de noviembre de 1995) es un deportista canadiense que compite en esquí acrobático.
Participó en dos Juegos Olímpicos de Invierno, en los años 2018 y 2022, obteniendo una medalla de bronce en Pekín 2022, en la prueba de salto aéreo por equipo mixto.

## Palmarés internacional
| Juegos Olímpicos | Juegos Olímpicos | Juegos Olímpicos  | Juegos Olímpicos         |
| Año              | Lugar            | Medalla           | Prueba                   |
| ---------------- | ---------------- | ----------------- | ------------------------ |
| 2022             | Pekín (China)    | Medalla de bronce | Salto aéreo equipo mixto |